# Sacrestia di San Domenico Maggiore
La sacrestia di san Domenico Maggiore è una sacrestia barocca di Napoli, sita nella chiesa di San Domenico Maggiore.

## Descrizione

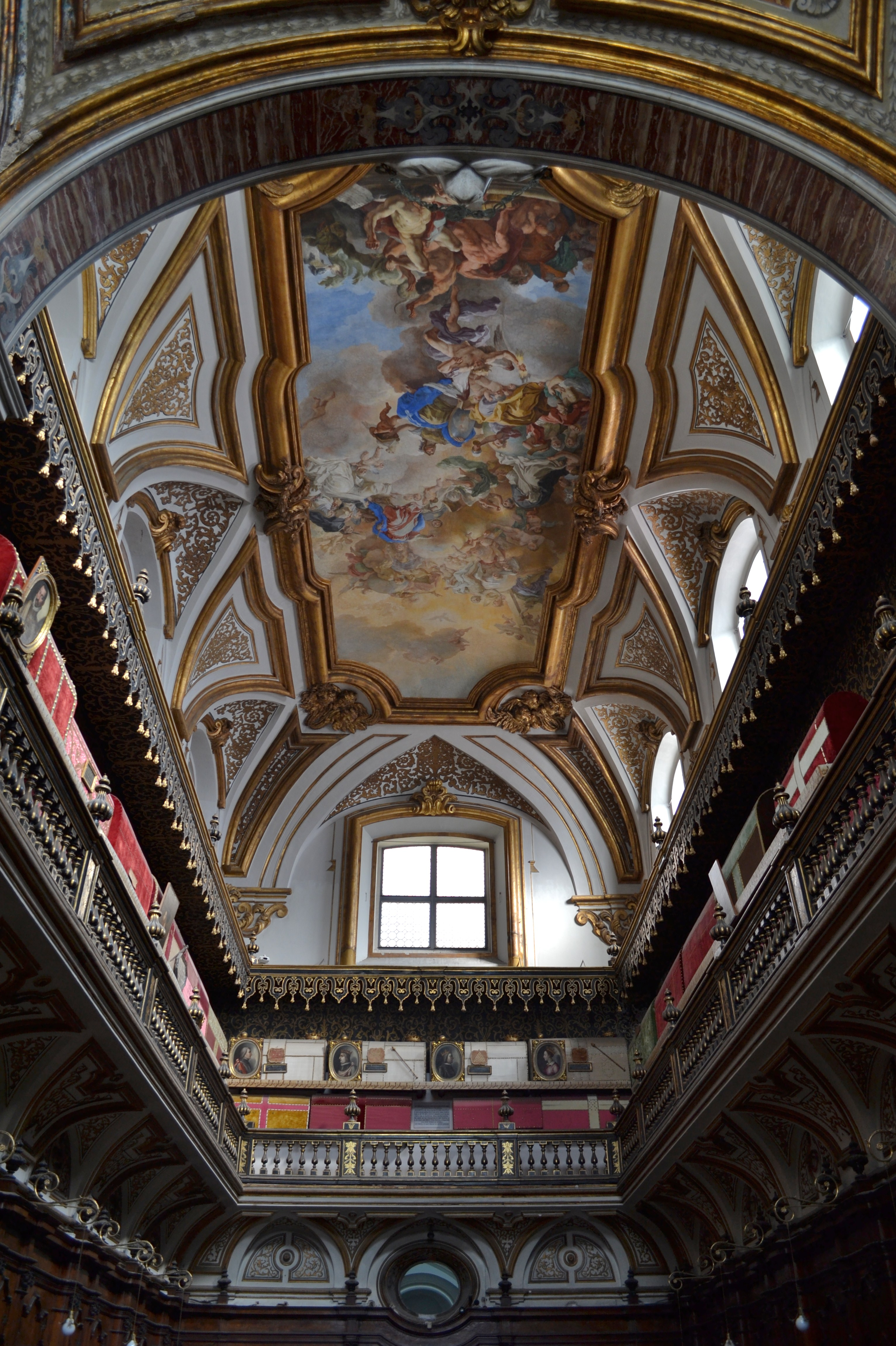
Vista della volta verso la controfacciata

Il salone, di forma rettangolare, è decorato in forme barocche del XVIII secolo su disegno di Giovan Battista Nauclerio, che qui riprende lo stile di Francesco Antonio Picchiatti. L'ambiente vede nelle pareti le decorazioni in stalli legnei di noce intagliati e finemente decorati. Sulla volta è invece il sontuoso affresco del Trionfo della fede sull'eresia ad opera dei Domenicani del 1708 circa di Francesco Solimena.
Sul pavimento è presente la lapide sepolcrale di Richard Luke Concanen che fu il primo vescovo cattolico di New York e che morì a Napoli nel 1810, mentre sulle altre porte vi sono un altro affresco del Solimena (San Filippo Neri) e un bassorilievo di epoca trecentesca raffigurante la Maddalena.
Nella parete di fondo è collocata la cappella Milano, o dell'Annunciazione, la cui pala d'altare sull'Annunciazione sovrastante l'altare maggiore di Bartolomeo e Pietro Ghetti è databile 1624-26 ed eseguita da Fabrizio Santafede, mentre sulle due pareti a lati sono i due affreschi di Giacomo del Pò del 1711 circa.
Da una pregevole porta lignea intagliata della seconda metà del XVI secolo, attribuita a Cosimo Fanzago, posta lungo la parete destra, in prossimità della cappella frontale, si raggiunge infine la sala del Tesoro di San Domenico Maggiore, dove sono esposti paramenti e oggetti sacri di raro valore storico, artistico e culturale, nonché i preziosi abiti ritrovati nelle tombe dei sovrani e dei nobili napoletani.

La sacrestia di San Domenico è celebre anche per la presenza, su un ballatoio che sovrasta gli stalli delle pareti, di una serie di 42 arche di reali e nobili legati al casato d'Aragona, 38 delle quali contenenti i corpi imbalsamati delle personalità interessate, tutti studiati negli anni ottanta dalla Divisione di Paleopatologia dell'Università di Pisa. I sarcofagi sono ricoperti da preziosi panni colorati e fino al 1594 erano tutti disposti lungo l'absidale della chiesa.

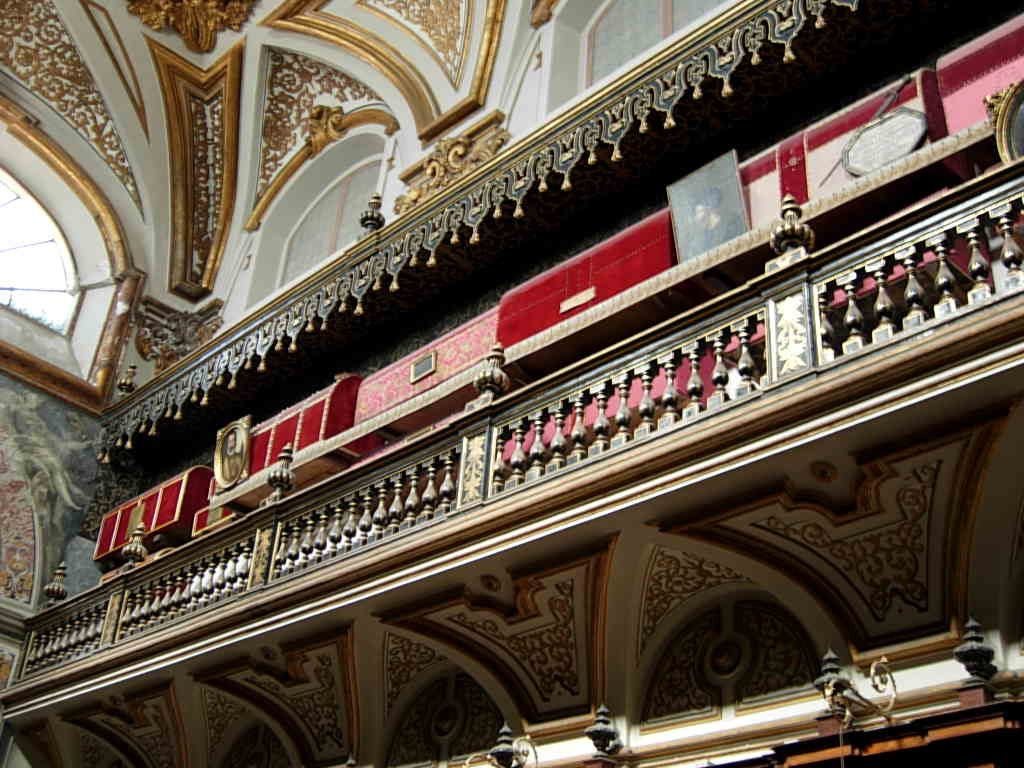
Particolare dei feretri

Secondo la tradizione vi fu sepolta l'intera dinastia aragonese (1442-1503) e fra i corpi era presente anche quello di re Alfonso V d'Aragona, detto il Magnanimo, morto nel 1458, le cui spoglie furono però traslate nel 1668 in Spagna. La sua cassa, ormai vuota, è sormontata da un ritratto del re, risalente al secolo XVII. I corpi attribuibili con certezza sono invece i seguenti: Un esponente della famiglia Milano, un conte di Policastro, Cardinale de Moncada, (1614-1672)  V Principe di Paternò, IX duca di Montalto, Ferdinando Orsini (?-1549), duca di Gravina, Pietro d'Aragona, III duca di Montalto (1540-1552), Antonello Petrucci, Isabella d'Aragona, duchessa di Milano (figlia di Alfonso II), Mariano D'Alagno marchese della Buccanica e la consorte Caterinella Orsini, Ferrante I, re di Napoli, una principessa di casa Savoia, figlia di Vittorio Emanuele I, Luigi Carafa (1511-1576), principe di Stigliano, il marchese di Pescara Fernando Francesco d'Avalos (1490-1525), la duchessa di Montalto Maria d'Aragona (1503-1568), figlia di Ferdinando d'Aragona, duca di Montalto, Maria Henriquez di Alcalà, Caterina Moncada (potrebbe trattarsi di Caterina Pignatelli sposa nel 1532 di Francesco Moncada 1º Principe di Paternò), il conte Antonio Agar Marsbourg e i suoi tre figli, Alfonso V d'Aragona (1396-1458), Ferdinando II d'Aragona (1467-1496), Giovanna d'Aragona, Antonio d'Aragona Cardona (1543-1584), duca di Montalto.